# HMS Durban (D99)
«Дурбан» (D99) (англ. HMS Durban (D99) — військовий корабель, легкий крейсер типу «Данае» Королівського військово-морського флоту Великої Британії за часів Другої світової війни.
«Дурбан» виконував завдання у складі різних формувань британського флоту напередодні Другої світової війни, служив на Далекому Сході, у Вест-Індії, на півдні Атлантики, у Домашньому флоті та на Середземному морі. З початком світового конфлікту переведений до Східного флоту, брав активну участь у війні на морі в Тихому та Індійському океанах.
За проявлену мужність та стійкість екіпажа в боях бойовий корабель нагороджений бойовою відзнакою.

## Історія створення
Легкий крейсер «Дурбан» був закладений у січні 1918 на верфі компанії Scotts Shipbuilding and Engineering Company у Гріноку, але завершувалося будівництво у корабельні HMNB Devonport, Девонпорт. 29 травня 1919 року корабель був спущений на воду, а 1 листопада 1921 року увійшов до складу Королівських ВМС Великої Британії.

## Історія служби

### Довоєнний час
Єдиний корабель Королівського флоту, який носив назву на честь міста Дурбан був закладений на верфі компанії Scotts Shipbuilding and Engineering Company у Гріноку. Для добудови крейсер відбуксирували на казенну верф у Девонпорті, де будівництво корабля неспішно тривало близько двох з половиною років. Нарешті 1 листопада 1921 року будівництво корабля було завершено, і крейсер став до строю, отримав прапорний позивний 99 і вирушив на Далекий Схід, до складу 5-ї ескадри легких крейсерів зі складу Китайської станції.
На Далекому Сході крейсер служив до 1928 року, коли повернувся до метрополії для ремонту і огляду. По завершенні ремонтних робіт і необхідних процедур «Дурбан» був направлений у 8-у ескадру крейсерів Північноамериканської та Вест-Індської станції для заміни потерпілого тяжку аварію на мілини в районі Галіфакса крейсера «Донтлесс». Через два роки, в 1930 році, «Дурбан» перевели до Південно-Атлантичної крейсерської дивізії, у складі якої крейсер прослужив наступні чотири роки. За цей період «Дурбан» лише одного разу, в 1930—1931 роках, ходив до метрополії для ремонту. У грудні 1933 року на зміну легкому крейсеру до складу дивізії прибув важкий крейсер «Йорк». «Дурбан» знову повернувся до Англії і вже у березні 1934 року одержав призначення до 3-ї крейсерської ескадри Середземноморського флоту.

### Друга світова
З початком війни у вересні 1939 року крейсер направили у 9-ту крейсерську ескадру Південно-Атлантичних сил (легкі крейсери «Діспатч», «Даная», Dauntless, Durban), яка базувалася на Фрітаун. У початку 1940 року більшу частину кораблів ескадри перевели на Далекий Схід до складу Китайської станції, і з 23 березня вони входили до складу «Малайського з'єднання», призначеного для несення конвойної служби у водах Індійського і південно-західній частині Тихого океанів, а також вести спостереження за німецькими торговими суднами, які війна застала в нейтральних портах Голландської Ост-Індії. Зокрема, крейсер «Дурбан» «сторожив» німецькі пароплави Bitterfeld, Franken, Rheinland, Soneck і Wuppertall, що стояли в порту Паданг (південно-західне узбережжя острова Суматра).
З початком активної фази війни на Тихому океані «Дурбан» діяв у складі ескортної групи, що базувалася на Сінгапур. 11 лютого 1942 року в ході евакуації військ з Сінгапуру крейсер «Дурбан» спільно з допоміжним судном Kedah і есмінцями «Джюпіте» і «Стронгхолд» ескортував конвой із набитих біженцями 13 великих торгових суден, двох військових транспортів і безлічі дрібних суден, що намагалися дістатися до голландських островів Ява і Суматра.
12 лютого, наступного дня, на конвой напали палубні літаки авіаносця «Рюдзьо» і японська бомбардувальна авіація берегового базування, в результаті якого крейсер «Дурбан» отримав важкі пошкодження і вирушив для ремонту в Коломбо. Однак потужностей місцевої ремонтної бази на Цейлоні вистачило лише для проведення ремонтних робіт по корпусу, тому для ремонту силової установки кораблю довелося в кінці лютого вирушати до Нью-Йорка.
13 березня 1942 року на переході в Саймонстаун біля мису Голковий крейсер «Дурбан» натрапив на німецький мінний загороджувач «Доггербанк» (колишнє англійське судно Speybank), який готувався до постановки загородження. Німецький корабель, змінивши курс, спробував втекти, але британський крейсер, прийнятий німцями за легкий крейсер типу «Бірмінгем», наблизився і прожектором запросив розпізнавальні. Отримавши у відповідь розпізнавальні однотипного з Speybank англійського судна Leverbank, нібито прямував з Нью-Йорка до Кейптауна, «Дурбан» пішов, навіть не спромігшись висвітлити зустрінуте судно прожектором. Зустріч з британським крейсером змусила німців скоротити час мінної постановки, тому між 19.45 і 20.10 вечора в п'яти милях від узбережжя були виставлені тільки ті 15 мін, які були вже підняті на палубу. Коли «Доггербанк» вже знаходився в чотирьох милях від місця постановки загородження, одна з виставлених їм мін мимовільно вибухнула. Однак, крейсер «Дурбан», який перебував неподалік, ніяк не відреагував на цей вибух.
Після тривалого ремонту в Нью-Йорку крейсер «Дурбан» перетнув Атлантику і прибув у Портсмут для модернізації озброєння. Це зайняло ще три місяці, з червня по серпень 1942 року, і лише потім крейсер отримав призначення в 4-ю крейсерську ескадру Східного флоту. У водах Індійського океану крейсер прослужив до кінця 1943 року.
На початку 1944 року корабель повернувся до метрополії і майже відразу був виведений до резерву. У цей час уже почалася підготовка до проведення операції «Оверлорд» — великомасштабної десантної операції по висадці союзників у Нормандії. Для висадки військ біля узбережжя потрібно створити кілька штучних гаваней, які захищалися хвилеломами. Для спорудження останніх були відібрані понад півсотні старих військових кораблів і торгових суден, в число яких потрапив і крейсер «Дурбан». У березні почалися роботи щодо роззброєння крейсера. З нього зняли озброєння, все більш-менш цінне обладнання і боєзапас.
9 червня 1944 року крейсер «Дурбан» разом з іншими кораблями був затоплений біля узбережжя Нормандії на глибині 8 метрів у 4,5 кілометрах на північний захід від маяка Уїстреам як елемент хвилерізу Gooseberry 5. Разом з ним цей хвилелом становили британський лінкор «Центуріон» (з кінця 1920-х років використовувався під час артилерійських навчань у ролі самохідного щита-мішені), французький лінкор «Курбе», голландський легкий крейсер «Суматра», корабель ППО «Елайнбенк» і велика кількість торгових суден.